# Rörligt panorama

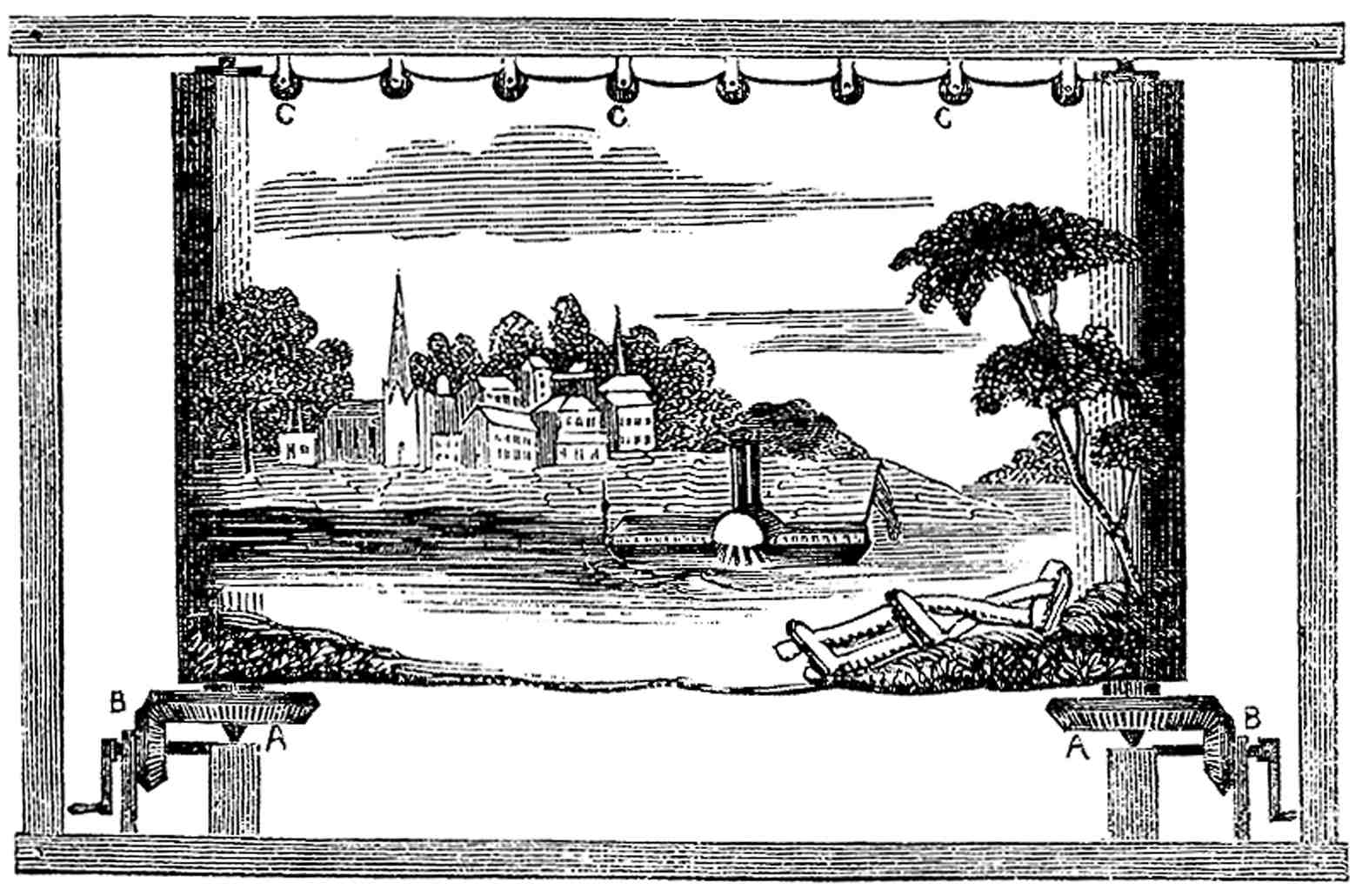
Illustration från 1848 av ett rörligt panorama av John Banvard

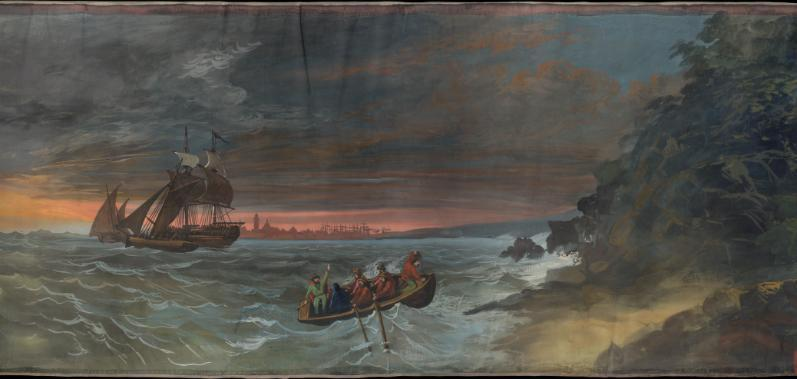
Scen 25 i Garibaldi Panorama på Brown University i USA

Ett rörligt panorama var en vid mitten av 1800-talet i USA och Storbritannien populär form för att framställa en framrullande scenbild. Rörliga panoramor användes bland annat i melodramatiska teaterpjäser. 
Ett rörligt panorama åstadkoms genom att ta långa, kontinuerligt målade tyger med scener och rulla upp vardera sidan runt två stora spolformade vridbara mekanismer. Tygmålningen skrollades fram i bakre delen av teaterscenens, ofta bakom ett stationärt rekvisitum som ett fartyg, en häst eller ett fordon. Spolarna vreds runt, så att de doldes från publiken. Ett patent för rörligt panorama togs ut av Robert Fulton 1799 i Frankrike. 
Den visade målningen var inte ett egentligt panorama, utan snarare ett antal kontinuerliga passerande scener, sedda som om de sågs från ett fartyg eller från ett tågfönster. Rörliga panoramor utanför ett teaterpjässammanhang ackompanjerades oftast av en berättare, som beskrev scenerna allteftersom de passerade, och lade till dramatiska inslag. 

## Kvarvarande rörliga panoramor
Det finns idag endast ett fåtal bevarade rörliga panoramor. En av de mest kända återfunna panoramorna är Grand Moving Panorama of Pilgrim's Progress, som hittades i ett lagerrum i nuvarande Saco Museum i Saco i Maine. Denna målning visade sig inkludera scener målade av flera av dåtidens kända målare som Jasper Francis Cropsey, Frederic Edwin Church och Henry Courtney Selous. En annan är "Whaling Voyage 'Round the World," som finns på New Bedford Whaling Museum. På konstmuseet på Brigham Young University finns Carl Christian Anton Christensens "Mormon Panorama".
En brittisk målning av John James Story (död 1900) från omkring 1860 avbildar i 42 scener Giuseppe Garibaldis liv. Den är en dubbelsidig akvarell, som är ungefär 43 meter lång och drygt 1,3 meter hög, och som idag finns på Brown University i USA.
En del av målningen The Moving Panorama of Texas and California från 1852 finns på Bullock Texas State History Museum i Austin i Texas.